# Néstor Togneri
Néstor Rubén Togneri, (27 de noviembre de 1942, San Martín, Provincia de Buenos Aires, Argentina - 8 de diciembre de 1999 en San Martín, Buenos Aires, Argentina) fue un futbolista argentino. Jugaba de defensor y su primer club fue el Club Atlético Platense.

## Carrera deportiva
Jugó principalmente para Estudiantes de La Plata (1968-1975) como defensor central o mediocampista defensivo en la Copa Mundial de Fútbol de 1974 en la Selección nacional de fútbol de Argentina. También jugó para el Club Atlético Platense entre 1957 (cuando hizo su debut en el equipo juvenil) y 1967, y para el Club Atlético Quilmes en 1976, cuando se retiró del fútbol.
Durante sus años en Estudiantes de La Plata, el club disfrutó su más exitoso período en la historia. Fue parte del equipo que ganó 3 Copa Libertadores, una Copa Intercontinental y una Copa Interamericana.

### Participaciones en Copas del Mundo
| Mundial                        | Sede     | Resultado    | Partidos | Goles |
| ------------------------------ | -------- | ------------ | -------- | ----- |
| Copa Mundial de Fútbol de 1974 | Alemania | Segunda fase | 0        | 0     |

## Palmarés

### Campeonatos nacionales
| Título           | Club                    | País      | Año    |
| ---------------- | ----------------------- | --------- | ------ |
| Primera División | Estudiantes de La Plata | Argentina | M-1967 |

### Campeonatos internacionales
| Título                | Club                    | Sede       | Año  |
| --------------------- | ----------------------- | ---------- | ---- |
| Copa Libertadores     | Estudiantes de La Plata | Montevideo | 1968 |
| Copa Intercontinental | Estudiantes de La Plata | Mánchester | 1968 |
| Copa Interamericana   | Estudiantes de La Plata | Montevideo | 1969 |
| Copa Libertadores     | Estudiantes de La Plata | La Plata   | 1969 |
| Copa Libertadores     | Estudiantes de La Plata | Montevideo | 1970 |

## Fallecimiento
Togneri falleció en San Martín, Provincia de Buenos Aires, Argentina, a los 57 años de edad.